# EP u hokeju na travi 2007.
Europsko prvenstvo u hokeju na travi za muške 2007. se održava u Engleskoj, u Manchesteru.
Održava se u razdoblju od 18. do 26. kolovoza 2007.

## Sudionici
Sudionici su:

Skupina "A": Belgija, Engleska, Češka, Njemačka.

Skupina "B": Irska, Francuska, Nizozemska, Španjolska.

## Natjecateljski sustav
Prvi dio natjecanja je jednostruki liga-sustav. Bodovanje je po idućem sustavu: za pobjedu se dobiva tri boda, za neriješeni susret jedan bod, a za poraz ništa.
U drugom krugu, u borbama za odličja, igra se na ispadanje. Prve dvije djevojčadi iz skupine idu u borbu za odličja. 
Sudionici u poluzavršnici se križaju po sustavu:

A1-B2

A2-B1

Pobjednici igraju za zlatno, a poraženi za brončano odličje.
U drugom krugu, treće i četvrte u skupini idu u skupinu za plasman od 5. do 8. mjesta, skupinu "C". Prenose se rezultati iz prvog kruga.

Posljednje dvije ispadaju u niži natjecateljski razred.

## Rezultati

### 1. krug

#### Skupina "A"
- 1. kolo, 19. kolovoza

 Njemačka -  Češka 5:0 (2:0) 

 Engleska -  Belgija 2:2 (1:1) 
- 2. kolo, 20. kolovoza

 Njemačka -  Belgija 2:2 (2:1) 

 Engleska -  Češka 7:0 (3:0) 
- 3. kolo, 22. kolovoza

 Belgija -   Češka 6:0 (3:0)  

 Engleska -  Njemačka 0:3 (0:2)
```
Mj.  Momčad  Ut Pb  N Pz Pr:Ps RP   Bod
1. 
 Njemačka      3  2  1  0 10: 2 + 8  
7

2. 
 Belgija       3  1  2  0 10: 4 + 6  
5

3. 
 Engleska      3  1  1  1  9: 5 + 4  
4

4. 
 Češka         3  0  0  3  0:18 -18  
0
```

#### Skupina "B"
- 1. kolo, 19. kolovoza

 Španjolska -  Irska 1:1 (0:1) 

 Nizozemska -  Francuska 8:3 (4:1) 
- 2. kolo, 21. kolovoza

 Španjolska -  Francuska 6:0 (4:0) 

 Nizozemska -  Irska 1:0 (1:0) 
- 3. kolo, 22. kolovoza

 Francuska -  Irska 1:0 (0:0) 

 Nizozemska -  Španjolska 4:2 (3:1)
```
Mj.  Momčad  Ut Pb  N Pz Pr:Ps RP   Bod
1. 
 Nizozemska    3  3  0  0 13: 5 + 8  
9

2. 
 Španjolska    3  1  1  1  9: 5 + 4  
4

3. 
 Francuska     3  1  0  2  4:14 -10  
3

4. 
 Irska         3  0  1  2  1: 3 - 2  
1
```

### 2. krug

#### Skupina "C"
- 1. kolo, 24. kolovoza

 Engleska -  Irska 1:1 (1:1)

 Francuska -  Češka 3:0 (1:0)
- 2. kolo, 26. kolovoza

 Engleska -  Francuska 7:0 (3:0)

 Irska -  Češka 10:0 (4:0)
```
Mj.  Momčad  Ut Pb  N Pz Pr:Ps RP   Bod
1. 
 Engleska      3  2  1  0 15: 1 +14  
9

2. 
 Francuska     3  2  0  1  4: 7 - 3  
6

3. 
 Irska         3  1  1  1 11: 2 + 9  
4

4. 
 Češka         3  0  0  3  0:20 -20  
0
```

Irska i Češka su ispale u niži natjecateljski razred.

#### Za odličja
- poluzavršnica, 24. kolovoza

 Nizozemska -  Belgija 7:2 (3:1)

 Njemačka -  Španjolska 3:3 (2:1), 4:2 kazn.udarci
- za brončano odličje, 26. kolovoza

 Belgija -  Njemačka 4:1 (3:0)
- za zlatno odličje, 26. kolovoza

 Nizozemska -  Španjolska 3:2 (2:0)

## Konačni poredak
| Mj. | Država     |
| --- | ---------- |
| 1.  | Nizozemska |
| 2.  | Španjolska |
| 3.  | Belgija    |
| 4.  | Njemačka   |
| 5.  | Engleska   |
| 6.  | Francuska  |
| 7.  | Irska      |
| 8.  | Češka      |

Europski prvaci su Nizozemci. Nizozemska reprezentacija, belgijska i španjolska su izborile izravno sudjelovanje na OI. Irska i Češka ispadaju u niži natjecateljski razred, u kojem će se natjecati 2009., "Trophy".

## Vanjske poveznice
- Službene stranice europskog prvenstva